# Sweet Lullaby

Sweet Lullaby une chanson du groupe français Deep Forest, du genre musique du monde ou « électronique ethnique ». Cette chanson est le titre phare de leur premier album Deep Forest sorti en 1992. Ce groupe s'est spécialisé dans le mélange de musique électronique de type dance ou new age avec des chants d'ethnies africaines, amérindiennes, etc.
Cette chanson a notamment été utilisée pour les publicités de la marque Ushuaïa.

## Origine:Rorogwela
Sweet Lullaby signifie en anglais « douce berceuse », et utilise des extraits d'une berceuse traditionnelle des ethnies baegu et fateleka des îles Salomon, interprétée par Afunakwa et enregistrée aux alentours de 1970 par l'ethnomusicologue Hugo Zemp dans le village de Fulinui. La berceuse, chantée en langue baegu et appelée Rorogwela, est le chant d'un jeune garçon demandant à son frère cadet d'arrêter ses pleurs et lui expliquant que l'amour de leurs parents décédés veille sur eux.
La chanson d'Afunakwa est intégrée en 1973 à un LP intitulé Solomon Islands: Fateleka and Baegu Music from Malaita publié par la Musical Sources collection de l'UNESCO. Seuls quelques couplets (marqués ci-dessous en gras) ont été réutilisés dans Sweet Lullaby. L'interprétation d'Afunakwa fut également réutilisée par le disc jockey italien Mauro Picotto dans sa chanson Komodo, et la mélodie reprise par le saxophoniste norvégien Jan Garbarek, dans sa chanson intitulée erronément Pygmy Lullaby. Afunakwa est décédée au cours des années 1990.
| Rorogwela | Sens des paroles en français |
| --- | --- |
| Sasi sasi ae taro taro amu Ko agi agi boroi tika oli oe lau Tika gwao oe lau koro inomaena Sasi sasi ae na ga koro ma koro mada maena mada ni ada I dai I dai tabesau I tebetai nau mouri Tabe ta wane initoa te ai rofia Sasi sasi ae kwa dao mata ole Rowelae e lea kwa dao mata biru Na rowelae e lea kwa dao mata luma Rowelae e lea sasi sasi ae Angi angi boro ti ka oli oe lau Iaia rofia ro aro aro Nau ne na wela wane ku adedite amu Sasi sasi ae ko taro taro amu Ga koro ma koro da maena fasi koro Koro inomae na ka sasi sasi ae ahre aro a teai roro roroa tea roa roa roai roa | Petit frère, petit frère, arrête de pleurer, arrête de pleurer Même si tu pleures et pleures, qui d'autre te portera Qui d'autre s'occupera de toi, nous sommes maintenant tous deux orphelins Petit frère, petit frère, notre mère et notre père Sont morts et maintenant vivent sur l'île des morts Depuis l'île des morts, leur esprit continuera à veiller sur nous Tout comme la royauté, prenant soin [de nous] avec toute la sagesse d'un tel lieu. Petit frère, petit frère, même dans les jardins Cette berceuse continue dans les différentes parcelles du jardin, Et même dans chaque maison visitée, cette berceuse semble sans fin Petit frère, petit frère, Même si tu pleures et pleures, qui d'autre te portera oh oh... mes cieux... calme toi, calme toi Je suis juste un enfant, que t'ai je fait ? Petit frère, petit frère, arrête toi de pleurer Notre mère et notre père sont morts Tous les deux nous sommes maintenant orphelins, petit frère, petit frère |

## Le succès deSweet Lullaby
Le single Sweet Lullaby fut un succès international pour le groupe Deep Forest, atteignant ainsi la troisième position dans les charts en Norvège, la 7e de l'ARIA Charts australien, la 10e place au Royaume-Uni et la 78e au Billboard Hot 100 américain. Le single fut également dans le top 20 en Suisse et en France. L'album Deep Forest reçut le Grammy Award pour le best world album en 1993, et remporta les Victoires de la Musique du meilleur album mondial la même année.
David Lodge réalisa un premier clip vidéo, centré sur une petite fille africaine et les paysages de l'Afrique sub-saharienne. Tarsem Singh en réalisa une autre version, montrant une petite fille visitant en tricycle de nombreux peuples et lieux de la planète. Cette seconde version reçut plusieurs nominations à de nombreuses récompenses, et remporta le MTV video music awards de 1994. Sweet Lullaby connut un regain de popularité en 2005 lorsqu'elle servit de bande son aux vidéos virales de Matt Harding, Where the Hell is Matt?, le montrant dansant dans différents décors exceptionnels de la planète. La version qui y est utilisée est le Nature's Dancing 7" Mix.
Sweet Lullaby a été inclus dans plusieurs des albums suivants du groupe Deep Forest, parfois remixée ou interprétée en concert live. Elle est notamment présente sur l'album live Made in Japan sortit en 1999. La chanteuse espagnole du groupe Mecano, Ana Torroja, l'interprète sur l'album Essence of Deep Forest sortit en 2003 et elle a également été reprise sur l'album Deep Brasil en 2008.

## Controverse
Steven Feld a rédigé un article prenant Sweet Lullaby comme exemple des interactions entre la globalisation et les cultures traditionnelles d'ethnies en voie de disparition. L'usage des extraits de Rorogwela, sans créditer l'interprète Afunakwa ou l'enregistrement réalisé par l'ethnomusicologue Hugo Zemp ou la représentation incorrecte par le groupe Deep Forest et Jan Garbarek de cette chanson comme étant un chant pygmée, soulève des problématiques sur les droits de propriété intellectuelle des cultures ethniques traditionnelles et leur pérennité face à l'émergence d'une culture globalisée à l'échelle planétaire.